# Virgílio do Carmo da Silva
Virgílio do Carmo da Silva, S.D.B. (nacido el 27 de noviembre de 1967 en Venilale) es un prelado católico de Timor Oriental que fuera nombrado obispo de Dili el 30 de enero de 2016 y en la actualidad es cardenal del país insular del sur de Asia. 

## Vida
Después de asistir a las escuelas primarias y secundarias salesianas de Fatumaca, se unió a la Congregación de los Salesianos de Don Bosco el 31 de mayo de 1990.  Estudió filosofía y teología en Manila, Filipinas.  El 19 de marzo de 1997 hizo su profesión perpetua y fue ordenado sacerdote el 18 de diciembre de 1998.
De 1999 a 2004 y nuevamente de 2007 a 2014, da Silva fue maestro de novicios de los Salesianos.  A partir de 2005 estudió en Roma la Licenciatura en Espiritualidad en la Pontificia Universidad Salesiana.   De 2009 a 2014 fue director de la Escuela Técnica de Nossa Senhora de Fátima en Fatumaca.  En 2015 se convirtió en Superior Provincial de los Salesianos en Timor Oriental e Indonesia.
El 30 de enero de 2016 fue nombrado por el Papa Francisco obispo de Dili.  Reemplazó al obispo Alberto Ricardo da Silva, quien murió de cáncer cerebral el 2 de abril de 2015.
Al lanzar en 2018 una peregrinación a sitios religiosos clave en Timor Oriental, da Silva dijo que “es hora de que la iglesia y el gobierno se unan y desarrollen formas de turismo religioso que sean ricas no solo en el aspecto espiritual sino también en el aspecto social, económico, aspectos culturales e históricos”.  El país ha comenzado a desarrollar el turismo religioso para dar a la frágil economía un impulso muy necesario.
En mayo de 2018, la policía de Dili se puso en alerta máxima tras enterarse de posibles ataques de extremistas islámicos contra iglesias y contra el obispo da Silva, tras las recientes elecciones en el país.
En septiembre de 2019, el Papa Francisco nombró al obispo Virgílio do Carmo da Silva como primer arzobispo de Timor-Leste.

## Cardenalato
Fue creado cardenal por el papa Francisco en el Consistorio celebrado el 27 de agosto de 2022, asignándole el Título de San Alberto Magno.
El 7 de octubre de 2022 fue nombrado miembro del Dicasterio para los Institutos de Vida Consagrada y las Sociedades de Vida Apostólica.